# Onalaska (Texas)
Onalaska és una població dels Estats Units a l'estat de Texas. Segons el cens del 2000 tenia 1.174 habitants.

## Demografia
Segons el cens del 2000, Onalaska tenia 1.174 habitants, 538 habitatges, i 350 famílies. La densitat de població era de 211,8 habitants/km².
Dels 538 habitatges en un 20,1% hi vivien nens de menys de 18 anys, en un 52,2% hi vivien parelles casades, en un 9,5% dones solteres, i en un 34,8% no eren unitats familiars. En el 30,3% dels habitatges hi vivien persones soles el 14,7% de les quals corresponia a persones de 65 anys o més que vivien soles. El nombre mitjà de persones vivint en cada habitatge era de 2,18 i el nombre mitjà de persones que vivien en cada família era de 2,66.
Per edats la població es repartia de la següent manera: un 18,6% tenia menys de 18 anys, un 5,5% entre 18 i 24, un 22% entre 25 i 44, un 29,1% de 45 a 60 i un 24,8% 65 anys o més.
L'edat mediana era de 48 anys. Per cada 100 dones de 18 o més anys hi havia 90,1 homes.
La renda mediana per habitatge era de 28.750 $ i la renda mediana per família de 33.500 $. Els homes tenien una renda mediana de 28.417 $ mentre que les dones 23.500 $. La renda per capita de la població era de 16.003 $. Aproximadament el 8,3% de les famílies i el 15,2% de la població estaven per davall del llindar de pobresa.

## Poblacions més properes
El següent diagrama mostra les poblacions més properes.